# Cherry Chevapravatdumrong

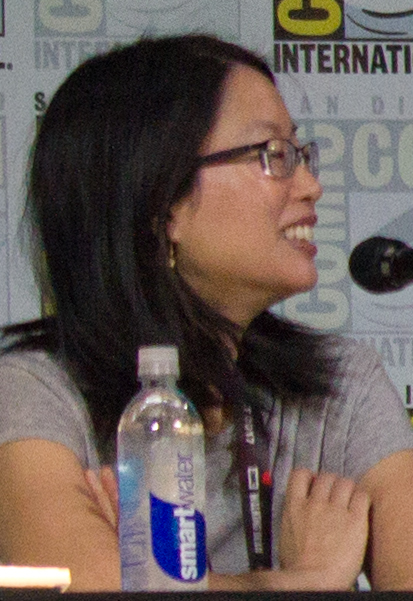
Cherry Chevapravatdumrong (2017)

Cherry Chevapravatdumrong, kurz Cherry Cheva (* 1977 in Columbus, Ohio) ist eine US-amerikanische Fernsehproduzentin, Drehbuchautorin, Schriftstellerin und Komikerin.

## Leben
Chevapravatdumrong ist thailändischer Abstammung. Sie wurde in Columbus, Ohio geboren und wuchs in Ann Arbor, Michigan auf, wo sie 1995 die High School abschloss. Sie studierte zunächst Psychologie an der Yale University und anschließend Jura an der New York University School of Law. Nach dem Abschluss entschied sie sich aber gegen eine Juristenlaufbahn und zog nach Los Angeles, wo sie hoffte, eine Fernsehkarriere starten zu können. Sie nahm zunächst verschiedene Assistenzstellen an, schrieb nebenher Drehbuchentwürfe und knüpfte Netzwerke. Den Durchbruch brachte ihr die Bekanntschaft zu mehreren Personen aus dem Produktionsteam der Zeichentrickserie Family Guy. Nachdem diese 2003 vorübergehend abgesetzt worden war, konnte Chevapravatdumrong mit dem Neustart 2005 hier Fuß fassen und arbeite zunächst als Story Editor, dann auch als Drehbuchautorin und ab 2007 als Produzentin. Bis 2020 war sie in verschiedenen Positionen an über 200 Episoden der Serie beteiligt. Später arbeitete sie als Produzentin und Autorin für die beiden Science-Fiction-Serien The Orville und Resident Alien sowie die Comedy-Serie Awkwafina is Nora from Queens. Unter ihrem Kurznamen Cherry Cheva veröffentlichte sie 2009 außerdem zwei Romane.

## Filmografie
Produzentin
- 2007: Family Guy 100th Episode Special (Fernsehfilm, Co-Prodrucer)
- 2008–2019: Family Guy (Fernsehserie, 209 Folgen, Co-Producer, Co-Executive Producer, Produzent)
- 2017–2022: The Orville (Fernsehserie, 36 Folgen, Co-Executive Producer, ausführender Produzent)
- 2020: Awkwafina is Nora from Queens (Fernsehserie, 9 Folgen, Consulting Producer)
- 2022: Resident Alien (Fernsehserie, 16 Folgen, Co-Executive Producer)

Drehbuchautorin
- 2005–2020: Family Guy (Fernsehserie, 36 Folgen, redaktionelle Mitarbeiterin, Autorin)
- 2005: Family Guy präsentiert: Die unglaubliche Geschichte des Stewie Griffin (DVD, redaktionelle Mitarbeiterin)
- 2009: Seth & Alex's Almost Live Comedy Show (Fernsehfilm)
- 2014: Family Guy: The Quest for Stuff (Computerspiel)
- 2017–2022: The Orville (Fernsehserie, 3 Folgen)
- 2020–2021: Awkwafina is Nora from Queens (Fernsehserie, 3 Folgen)
- 2022: Resident Alien (Fernsehserie, 1 Folge)

Synchronsprecherin
- 2007: Family Guy (Fernsehserie, 1 Folge)
- 2010: Star Wars Trivial Pursuit: The Ultimate Championship (Video)
- 2017: American Dad (Fernsehserie, 1 Folge)

## Bibliografie
- Mit Alex Borstein: It Takes a Village Idiot, and I Married One. Harper, New York 2007. ISBN 978-0061143328.
- She's So Money. Harper, New York 2009. ISBN 978-0061288531.
- DupliKate. Harper, New York 2009. ISBN 978-0061288548.